# Липний Дол
Липний Дол (словен. Lipni Dol) — поселення в общині Лашко, Савинський регіон, Словенія. Висота над рівнем моря: 349,4 м.